# Leichtathletik-Länderkampf der Männer 1956 Luxemburg – BR Deutschland
| 3. Leichtathletik-Länderkampf mit bundesdeutscher Beteiligung 1956 | 3. Leichtathletik-Länderkampf mit bundesdeutscher Beteiligung 1956 |               |
| ------------------------------------------------------------------ | ------------------------------------------------------------------ | ------------- |
|                                                                    |                                                                    |               |
| Ländervergleich der Männer: Luxemburg – BR Deutschland             |                                                                    |               |
| Austragungsort                                                     | Luxemburg (Stadt)                                                  |               |
| Wettbewerbe                                                        | 15                                                                 |               |
| Datum                                                              | 1. Juli                                                            |               |
| 1. FRG 2. LUX                                                      | 101 P 064 P                                                        |               |
| Chronik                                                            |                                                                    |               |
| ← DNK-FRG Geher (M)                                                | FRG-NLD (M) →                                                      | FRG-NLD (M) → |

Der dritte Vergleich des Länderkampfjahres 1956 war der erste mit dem allgemeinen leichtathletischen Programm. Es war auch das erste Wochenende in dieser Saison mit mehreren gleichzeitig stattfindenden Länderkämpfen der bundesdeutschen Männer. Am 1. Juli trafen sie in Luxemburg (Stadt) zum siebten Mal auf Luxemburg. Diese Begegnung hatte sich fast schon zu einer Tradition entwickelt. In jedem Jahr seit Wiederaufnahme des Länderkampfbetriebs mit bundesdeutscher Beteiligung nach dem Zweiten Weltkrieg im Jahr 1951 hatte sie stattgefunden. Alle vorangegangenen Aufeinandertreffen hatten die Sportler der Bundesrepublik Deutschland für sich entschieden. Am selben Tag fand das Aufeinandertreffen der Männer mit den Niederlanden in Duisburg statt. Deshalb trat das Team hier in Luxemburg mit einer B-Mannschaft an.

## Wettbewerbe und Modus
Mit fünfzehn Wettbewerben wurde ein gegenüber Länderkämpfen mit stärkeren Gegnern etwas reduziertes Programm ausgetragen. Aus dem olympischen Katalog fehlten wie im Vorjahr die Rennen über 10.000 Meter, 400 Meter Hürden und 3000 Meter Hindernis, der Marathonlauf, die beiden der Gehdisziplinen, der Dreisprung, der Hammerwurf sowie der Zehnkampf. Anstelle der 4-mal-400-Meter-Staffel wurde eine 4-mal-800-Meter-Staffel ausgetragen. Gewertet wurde in den Einzeldisziplinen nach dem Standardsystem, in den Staffeln mit sieben zu vier Punkten.

## Ergebnis
Mit dem 1500- und 5000-Meter-Lauf, dem Weitsprung und der 4-mal-800-Meter-Staffel gewann Luxemburg vier Disziplinen. Die bundesdeutschen Leichtathleten entschieden elf Wettbewerbe für sich, sechs davon mit Doppelerfolgen. So gewann die Bundesrepublik Deutschland nicht ganz so überlegen wie beim letzten Mal mit diesmal 101 zu 64 Punkten.

## Resultate

### 100 m
| Platz | Athlet        | Land | Zeit (s) |
| ----- | ------------- | ---- | -------- |
| 1     | Leonhard Pohl | FRG  | 10,7     |
| 2     | Horst Huber   | FRG  | 10,9     |
| 3     | René Pütz     | LUX  | 11,1     |
| 4     | Weber         | LUX  | 11,2     |

### 200 m
| Platz | Athlet        | Land | Zeit (s) |
| ----- | ------------- | ---- | -------- |
| 1     | Leonhard Pohl | FRG  | 22,2     |
| 2     | Horst Huber   | FRG  | 22,3     |
| 3     | Fred Hammer   | LUX  | 23,1     |
| 4     | Neigen        | LUX  | 24,8     |

### 400 m
| Platz | Athlet             | Land | Zeit (s) |
| ----- | ------------------ | ---- | -------- |
| 1     | Karl Blümmel       | FRG  | 50,3     |
| 2     | Wolfgang Schmidtke | FRG  | 50,7     |
| 3     | Roger Bofferding   | LUX  | 51,0     |
| 4     | François Bastian   | LUX  | 53,4     |

### 800 m
| Platz | Athlet          | Land | Zeit (min) |
| ----- | --------------- | ---- | ---------- |
| 1     | Horst Liell     | FRG  | 1:50,4     |
| 2     | Gérard Rasquin  | LUX  | 1:51,5     |
| 3     | Dieter Emmerich | FRG  | 1:53,2     |
| 4     | Kaiser          | LUX  | 1:57,4     |

### 1500 m
| Platz | Athlet             | Land | Zeit (min) |
| ----- | ------------------ | ---- | ---------- |
| 1     | Josy Barthel       | LUX  | 3:53,4     |
| 2     | Karl-Heinz Schmalz | FRG  | 3:57,0     |
| 3     | Klaus Retiene      | FRG  | 3:57,2     |
| 4     | Mendels            | LUX  | 4:11,4     |

### 5000 m
| Platz | Athlet         | Land | Zeit (min) |
| ----- | -------------- | ---- | ---------- |
| 1     | Paul Frieden   | LUX  | 14:47,6    |
| 2     | Heinz Hartmann | FRG  | 14:49,4    |
| 3     | Herbert Roth   | FRG  | 14:55,4    |
| 4     | Jean Aniset    | LUX  | 15:35,0    |

### 110 m Hürden
| Platz | Athlet       | Land | Zeit (s) |
| ----- | ------------ | ---- | -------- |
| 1     | Bert Steines | FRG  | 15,0     |
| 2     | Dieter Jung  | FRG  | 15,8     |
| 3     | Haas         | LUX  | 16,2     |
| 4     | Schütz       | LUX  | 16,3     |

### 4 × 100 m Staffel
| Platz | Besetzung      | Land                                                | Zeit (s) |
| ----- | -------------- | --------------------------------------------------- | -------- |
| 1     | BR Deutschland | Bert Steines Horst Huber Leonhard Pohl Karl Blümmel | 43,5     |
| 2     | Luxemburg      | Roger Bofferding Ramon Humbert Neigen Fred Hammer   | 44,2     |

### 4 × 800 m Staffel
| Platz | Besetzung      | Land                                                            | Zeit (min) |
| ----- | -------------- | --------------------------------------------------------------- | ---------- |
| 1     | Luxemburg      | Felix Heuertz Gérard Rasquin Kaiser Josy Barthel                | 7:49,2     |
| 2     | BR Deutschland | Alfred Hochscheid Karl-Heinz Pauker Günther May Dieter Emmerich | 7:52,0     |

### Hochsprung
| Platz | Athlet       | Land | Höhe (m) |
| ----- | ------------ | ---- | -------- |
| 1     | Jochen Knoll | FRG  | 1,83     |
| 2     | Jürgen Jösch | FRG  | 1,75     |
| 3     | Schütz       | LUX  | 1,70     |
| 4     | Haas         | LUX  | 1,55     |

### Stabhochsprung
| Platz | Athlet         | Land | Höhe (m) |
| ----- | -------------- | ---- | -------- |
| 1     | Hans Hübner    | FRG  | 3,60     |
| 2     | Rix            | LUX  | 3,60     |
| 3     | Wolfgang Mayer | FRG  | 3,60     |
| 4     | Aimé Knepper   | LUX  | 3,50     |

### Weitsprung
| Platz | Athlet        | Land | Weite (m) |
| ----- | ------------- | ---- | --------- |
| 1     | Fred Hammer   | LUX  | 7,31      |
| 2     | Reinhold Döll | FRG  | 7,21      |
| 3     | Jürgen Neuß   | FRG  | 6,94      |
| 4     | Haas          | LUX  | 6,24      |

### Kugelstoßen
| Platz | Athlet             | Land | Weite (m) |
| ----- | ------------------ | ---- | --------- |
| 1     | Martin Bührle      | FRG  | 14,00     |
| 2     | René Kremer        | LUX  | 13,97     |
| 3     | Hermann Hombrecher | FRG  | 13,45     |
| 4     | Paul Knepper       | LUX  | 12,26     |

### Diskuswurf
| Platz | Athlet             | Land | Weite (m) |
| ----- | ------------------ | ---- | --------- |
| 1     | Martin Bührle      | FRG  | 48,53     |
| 2     | René Kremer        | LUX  | 42,73     |
| 3     | Jeannot Bigelbach  | LUX  | 39,70     |
| 4     | Hermann Hombrecher | FRG  | 39,62     |

### Speerwurf
| Platz | Athlet            | Land | Weite (m) |
| ----- | ----------------- | ---- | --------- |
| 1     | Herbert Koschel   | FRG  | 65,55     |
| 2     | Anton Diewald     | FRG  | 62,83     |
| 3     | Poncelet          | LUX  | 53,67     |
| 4     | Jeannot Bigelbach | LUX  | 45,88     |